# Musée de la photographie (Charleroi)

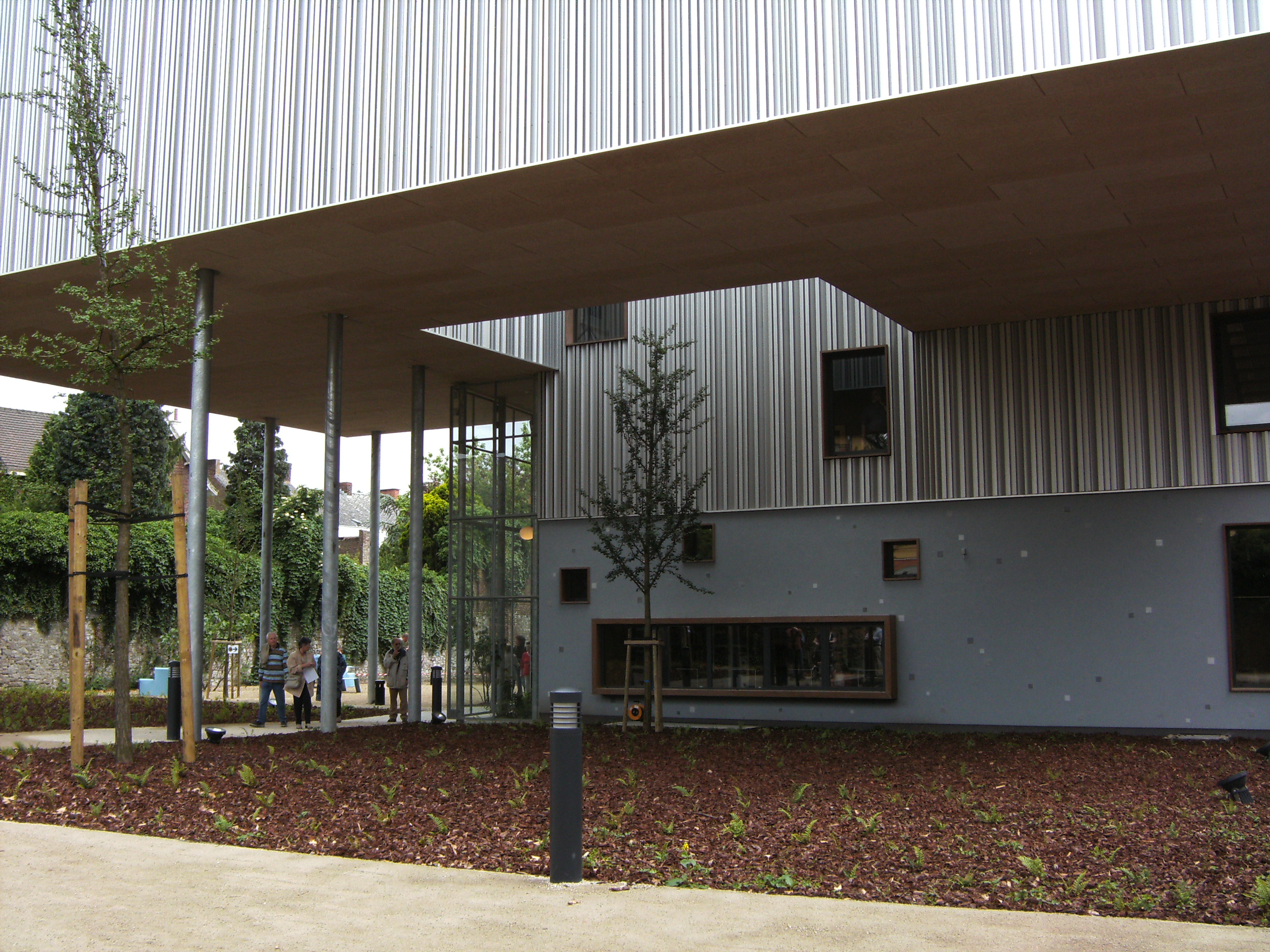
De nieuwe vleugel

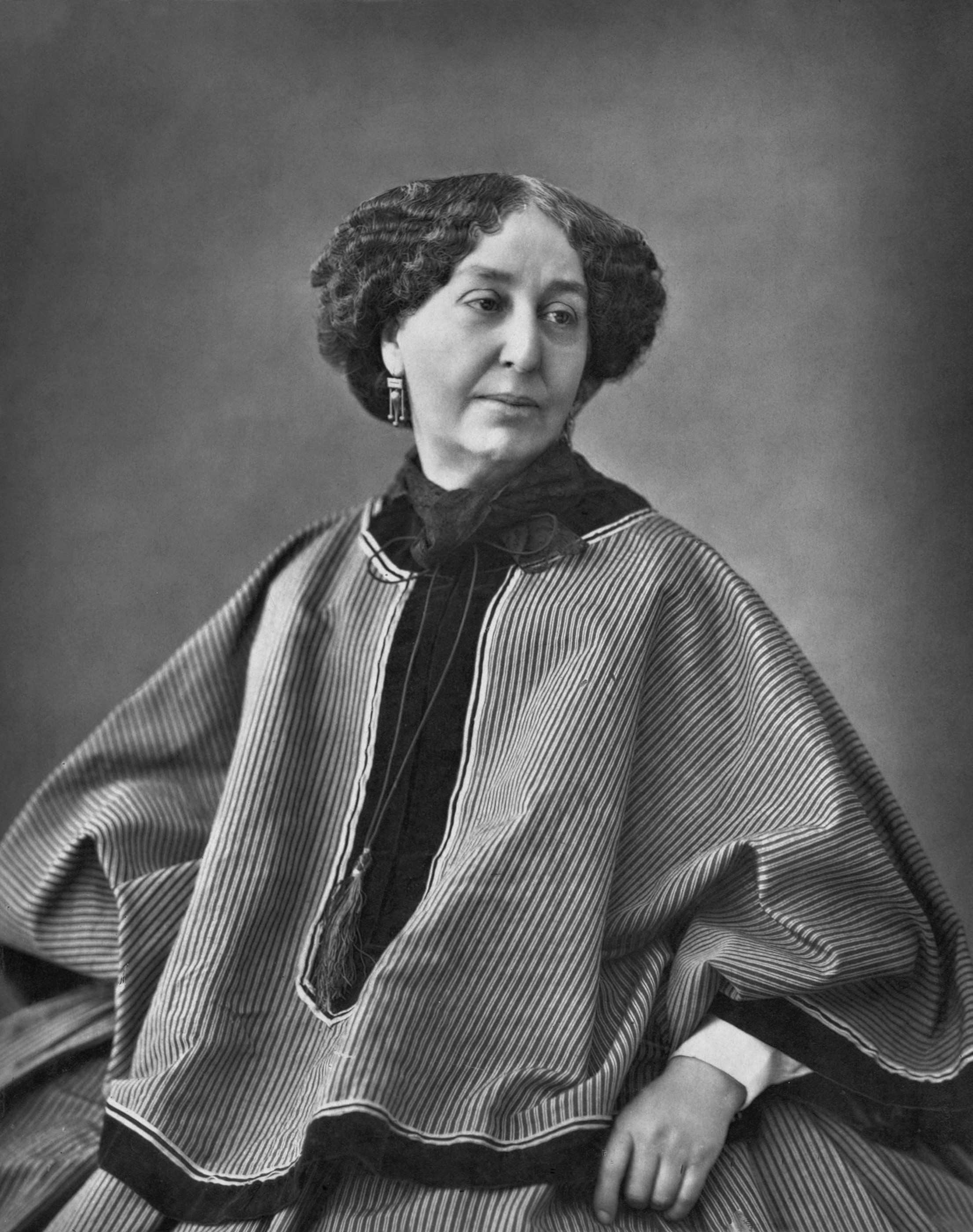
George Sand door Nadar (1864)

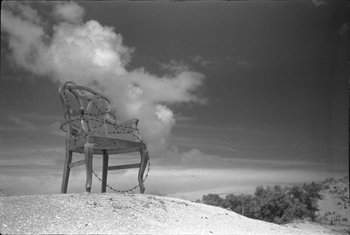
Éloge du carnage van Marcel Lefrancq (1946)

Het musée de la photographie in Charleroi is sinds 1987 ingericht in een voormalig karmelietenklooster te Mont-sur-Marchienne. Het neogotische gebouw werd in 2008 uitgebreid met een moderne vleugel ontworpen door Olivier Bastin. Het geheel heeft een oppervlakte van 6.000 m² is nu het grootste fotografiemuseum van Europa.

## Concept
De permanente collectie heeft tot doel om de bezoeker een compleet beeld te geven van de geschiedenis van de fotografie, van de daguerrotypes en eerste reisfoto's tot de meest recente artistieke démarches. Van de ongeveer 80.000 foto's (en bijna 3.000.000 negatieven) wordt een wisselende selectie van zo'n 800 items tentoongesteld. Het museum bezit ook enkele duizenden fotocamera's en een uitgebreide bibliotheek.
Het museum geeft voorts ruim baan aan tijdelijke tentoonstellingen.

## Collectie (selectie)
Enkele hoogtepunten uit de vaste collectie:
- Nu féminin van Auguste Belloc (ca. 1855)
- Het lijk van keizer Maximiliaan van Mexico na zijn executie, door François Aubert
- de foto van de Niagarawatervallen toegeschreven aan Platt D. Babitt (1854-1870)
- een ambrotype
- de daguerrotypes van Modeste Winandy over de inwoners van Marchienne-au-Pont (1847)
- de maanfoto van Adolphe Neyt uit 1869
- werk van de Düsseldorfer Photoschule (Andreas Gursky, Thomas Struth, Thomas Ruff)
- Nude, Point Lobos van Edward Weston (1936)
- Eloge du carnage van de surrealist Marcel Lefrancq
- Misère au Borinage van Willy Kessels